# Tratado de Turim (1860)
O Tratado de Turim de 24 de março de 1860 sancionou a anexação de Nice e da Saboia à França, cedidos pelo Reino da Sardenha.

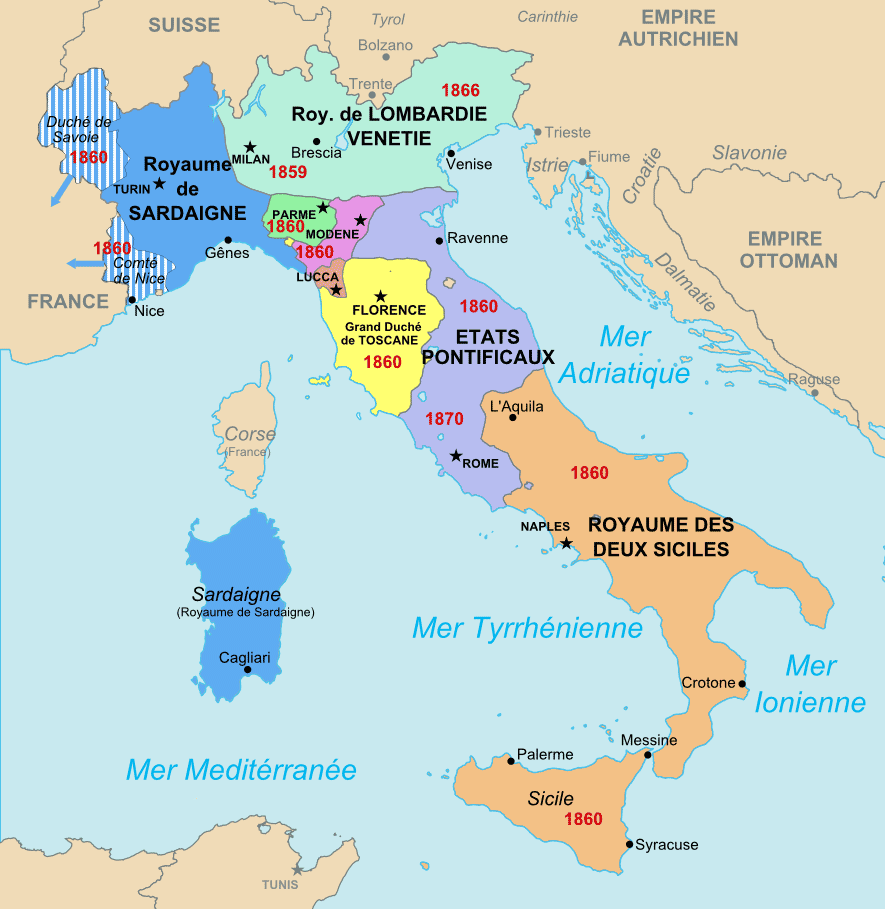
Italia, 1860.

As condições do tratado incluíam a organização de um referendo às populações de tais territórios e também a criação de uma zona franca no norte da Saboia, junto à Suíça, numa parte do ducado onde a maior parte dos habitantes era partidária da adesão à Confederação Helvética.[carece de fontes?]